# Palazzo Merlini
Il Palazzo Merlini è un edificio storico della città di Forlì che sorge in via Maroncelli, non lontano dal Palazzo Piazza Paulucci e dalla Cattedrale di Santa Croce. È una costruzione edificata nello stile settecentesco barocco, raffinato e grandioso, internamente decorato con numerosi stucchi ed affreschi realizzati dal quadraturista Davide Zanotti e dal figurista Giuseppe Marchetti.
Tra i vari personaggi che diedero prestigio alla famiglia Merlini, divisi in rami, vi fu Francesco Maria Merlini, il quale divenne vescovo di Cervia. Negli affreschi di alcune stanze al pianterreno, in particolare nella sala di Bacco e Cerere e in quella del Carro del Sole, è possibile distinguere un notevole contributo del pittore Felice Giani e della sua scuola.
Un imponente scalone interno porta alle vaste sale del primo piano, oggi in gran parte occupato dal Circolo Democratico Forlivese, fondato nel 1882 e che ha annoverato tra i propri soci anche l'onorevole Antonio Fratti.
Numerose sale del palazzo sono state decorate da Giacomo Zampa. Il salone principale del palazzo è oggi utilizzato per funzioni di rappresentanza, intrattenimento e spettacolo. Fu anche sede della filodrammatica  Gustavo Modena.
Il Palazzo fu sede anche del Circolo Giuseppe Mazzini, fondato da Aurelio Saffi, e pertanto di ispirazione politica repubblicana, dalla sua nascita fino al 1921.